# Thaleropia
Thaleropia é um género com três espécies de plantas,  pertencente à família Myrtaceae. É originário da Nova Caledônia até o norte da Austrália.

## Espécie
- Thaleropia hypargyrea (Diels) Peter G.Wilson, Austral. Syst. Bot. 6: 257 (1993).
- Thaleropia iteophylla (Diels) Peter G.Wilson, Austral. Syst. Bot. 6: 256 (1993).
- Thaleropia queenslandica (L.S.Sm.) Peter G.Wilson, Austral. Syst. Bot. 6: 258 (1993).